# Ernst Stavro Blofeld
Ernst Stavro Blofeld é um personagem fictício dos livros e filmes de James Bond, criado por Ian Fleming. Um gênio do mal, o supervilão da série é o arqui-inimigo do espião do MI-6, o serviço secreto britânico. Também conhecido como Número 1, ele é o chefe da SPECTRE, uma organização terrorista internacional localizada na Rússia que tem a aspiração de dominação global, através do terrorismo, extorsão, retaliação e vingança.
Blofeld aparece em três livros e seis filmes da franquia cinematográfica oficial, entre 1963 e 1971, de Moscou contra 007  a 007 Os Diamantes São Eternos e faz sua última aparição na série da EON em 007 Somente Para Seus Olhos antes de retornar em 007 contra Spectre. Foi interpretado por Donald Pleasence, Telly Savalas, Charles Gray, Anthony Dawson (sem rosto, com a aparição apenas de suas mãos acariciando um gato persa branco) e Christoph Waltz. Além destes, também aparece no filme não-oficial Never Say Never Again (1983), a refilmagem de 007 contra a Chantagem Atômica, na pele de Max von Sydow.

## Características

### Literatura
No primeiro livro em que o vilão aparece, Thunderball (1961), Ian Fleming conta um pouco sobre as suas origens, o que nunca é informado nos filmes. Blofeld nasceu no dia 28 de maio de 1908 – mesma data de nascimento do escritor – em Gdingen, Império Alemão, atual Gdynia, Polônia. Seu pai era polonês e sua mãe grega, daí o comum nome grego Stavro. Após a I Guerra Mundial ele se tornou cidadão polonês. Na juventude, era bem versado em ciências sociais, tecnologia e ciências naturais. Formou-se em História da Política e Economia pela Universidade de Varsóvia e em Engenharia e Radiometria pelo Instituto Técnico de Varsóvia. Aos 22 anos, depois de formado, conseguiu um emprego no Ministério dos Correios e Telégrafos da Polônia onde teve acesso a muitas comunicações secretas especialmente sobre a Polônia num período pré-guerra, o que o levou a vender informações para as potências estrangeiras, começando a enriquecer.
Antes da invasão da Polônia pela Alemanha Nazista, em 1939, Blofeld destruiu todas as provas documentais de sua existência e mudou-se para a Suécia e depois para a Turquia, onde trabalhou na Türkiye Radyo, vendendo informações para os dois lados em conflito. Após a derrota de Erwin Rommel no Norte da África, sentindo de que lado estaria a vitória, começou a ajudar os Aliados passando informações importantes e recebeu várias condecorações de americanos, franceses e britânicos ao fim da guerra. Rico, mudou-se então temporariamente para a América do Sul, onde iniciou os planos para criar a SPECTRE.

### Cinema
Com seu rosto aparecendo primeiramente em Com 007 Só Se Vive Duas Vezes, de 1967, Blofeld é um personagem intimidador, careca e com uma cicatriz que lhe cruza toda a face, interpretado sutilmente mas veladamente ameaçador por Donald Pleasence. Sempre extremamente calmo e frio quando dá suas ordens ou manda matar alguém, parece ter grande prazer em ver os assassinatos que ordena ou comete.

## Nos filmes
O supervilão Blofeld apareceu pela primeira vez nas telas no segundo filme da franquia, Moscou contra 007, de 1963. No filme, seu rosto não aparece, apenas suas mãos, afagando um gato persa branco, que se tornaria sua marca registrada nos primeiros filmes. Ele é o chefe de Rosa Klebb e Kronsteen, a quem assassina com um estilete venenoso. É interpretado por Anthony Dawson, que no filme anterior e primeiro da série, 007 contra o Satânico Dr. No também fez o papel de um inimigo de Bond, o professor Dent.
Em 007 contra a Chantagem Atômica (1965), Blofeld volta a aparecer sem rosto, novamente pelas mãos de Anthony Dawson, como chefe de Emilio Largo, o nº2 da SPECTRE e o grande inimigo de James Bond neste filme.
Atuando nas sombras nos filmes anteriores, a primeira grande aparição de Blofeld na série acontece em Com 007 Só Se Vive Duas Vezes, de 1967, na pele de Donald Pleasence, em que o vilão mostra o rosto pela primeira vez, careca e com uma grande cicatriz vertical na face, que distorce seu olho. Esta é também a primeira vez que Blofeld e Bond se defrontam frente a frente. Blofeld volta no filme seguinte, 007 A Serviço Secreto de Sua Majestade, na pele de Telly Savalas, sem cicatriz mas também careca. Neste filme, Bond se casa com Teresa di Vicenzo e sua esposa é assassinada por seu arquiinimigo e sua capanga Irma Bunt no fim do filme, pouco após seu casamento.
Blofeld volta no filme seguinte, pela terceira vez como vilão principal, em 007 - Os Diamantes São Eternos, com uma aparência completamente mudada, de cabelos brancos, na pele do ator Charles Gray. Mesmo derrotado por Bond, mais uma vez consegue escapar da vingança do espião pela morte de sua mulher. Sua última aparição na franquia oficial é em 1981, a única participação na era de Roger Moore como James Bond, em  Somente Para Seus Olhos. Blofeld desta vez aparece apenas no início do filme, anonimamente numa cadeira de rodas, sempre mostrado a distância ou apenas sua mãos afagando o gato branco, sem ter seu nome citado, e aparecendo apenas sua careca, e é jogado dentro de uma chaminé de fábrica por Bond, de dentro de um helicóptero.
Blofeld ainda faria uma outra aparição no cinema, no filme não-oficial de 1983 Never Say Never Again, personificado pelo ator sueco Max von Sydow e novamente com seu gato persa branco, uma refilmagem de Thunderball de 1965, produzido por Kevin McClory, co-criador do personagem.
Depois de um desaparecimento de mais de trinta anos devido a uma longa disputa por direitos entre os herdeiros de Fleming e do produtor Kevin McClory,  a personagem ressurgiu em 007 contra Spectre (2015) na pele do ator austríaco Christoph Waltz. A princípio, o vilão é apresentado como Franz Oberhauser, o líder oculto da SPECTRE, para somente no desenrolar da trama ser descoberto que na verdade ele é Ernst Blofeld, revelado então como o meio-irmão de adoção de James Bond dado com morto na infância, numa condição completamente diferente dos livros e que afeta toda a relação clássica entre os dois, negando o passado e as origens da personagem criada por Ian Fleming. Ao final do filme, Blofeld é apenas preso ao invés de morto por Bond, o que deixa antever uma possível volta num futuro próximo.

## Nome
É de conhecimento comum na Inglaterra que Blofeld recebeu seu sobrenome do pai do comentarista de cricket Henry Blofeld, com quem Ian Fleming ia à escola e era membro do mesmo clube em Londres. Numa entrevista à BBC Radio 4, Henry disse que "Ian usou o nome do meu pai para batizar o cara mau dos livros".